# UCI ProTour 2005
UCI ProTour 2005 – pierwsza edycja cyklu imprez kolarskich ProTour. Trwała od 6 marca do 15 października 2005. Cały cykl obejmował 27 wyścigów – 13 etapowych (w tym polski Tour de Pologne) i 14 jednodniowych (w tym jeden drużynowy) oraz mistrzostwa świata w Madrycie.
W klasyfikacji indywidualnej zwyciężył Włoch Danilo Di Luca (Liquigas-Bianchi) przed Belgiem Tomem Boonenem oraz Włochem Davide Rebellinem.
W klasyfikacji drużynowej triumfował duński zespół Team CSC przed szwajcarskim Phonakiem oraz holenderskim Rabobankiem.
W pierwszej edycji UCI ProTour uczestniczyło obligatoryjnie dwadzieścia najmocniejszych zespołów zawodowych (ProTeams).

## Klasyfikacja końcowa indywidualna

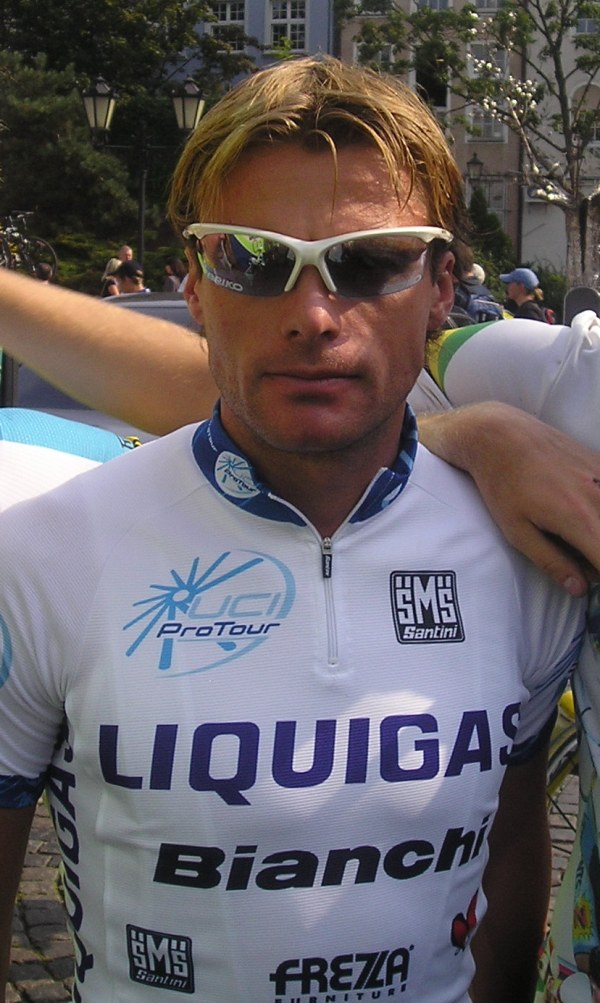
Danilo Di Luca – zwycięzca ProTour 2005, foto z Tour de Pologne 2005

| Lp. | Kolarz              | Kraj              | Ekipa             | Punkty |
| 1.  | Danilo Di Luca      | Włochy            | Liquigas-Bianchi  | 229    |
| 2.  | Tom Boonen          | Belgia            | Quick Step        | 171    |
| 3.  | Davide Rebellin     | Włochy            | Gerolsteiner      | 151    |
| 4.  | Jan Ullrich         | Niemcy            | T-Mobile Team     | 140    |
| 5.  | Lance Armstrong     | Stany Zjednoczone | Discovery Channel | 139    |
| 6.  | Aleksandr Winokurow | Kazachstan        | T-Mobile Team     | 136    |
| 7.  | Levi Leipheimer     | Stany Zjednoczone | Gerolsteiner      | 131    |
| 8.  | Paolo Bettini       | Włochy            | Quick Step        | 130    |
| 9.  | Bobby Julich        | Stany Zjednoczone | Team CSC          | 130    |
| 10. | George Hincapie     | Stany Zjednoczone | Discovery Channel | 129    |

## Klasyfikacja końcowa drużynowa
Dwadzieścia zespołów zostało zakwalifikowanych do pierwszej edycji ProTouru.
| Lp. | Ekipa                 | Kraj              | Punkty |
| 1.  | Team CSC              | Dania             | 390    |
| 2.  | Phonak                | Szwajcaria        | 353    |
| 3.  | Rabobank              | Holandia          | 349    |
| 4.  | Davitamon-Lotto       | Belgia            | 322    |
| 5.  | Liberty Seguros-Würth | Hiszpania         | 320    |
| 6.  | Gerolsteiner          | Niemcy            | 303    |
| 7.  | Saunier Duval-Prodir  | Hiszpania         | 293    |
| 8.  | Discovery Channel     | Stany Zjednoczone | 274    |
| 9.  | Crédit Agricole       | Francja           | 264    |
| 10. | Illes Balears         | Hiszpania         | 262    |
| 11. | Cofidis               | Francja           | 258    |
| 12. | Quick Step            | Belgia            | 253    |
| 13. | Fassa Bortolo         | Włochy            | 245    |
| 14. | T-Mobile Team         | Niemcy            | 244    |
| 15. | Liquigas-Bianchi      | Włochy            | 228    |
| 16. | Lampre-Caffita        | Włochy            | 211    |
| 17. | Bouygues Télécom      | Francja           | 183    |
| 18. | Domina Vacanze        | Włochy            | 161    |
| 19. | Euskaltel-Euskadi     | Hiszpania         | 147    |
| 20. | La Française des Jeux | Francja           | 130    |